# اوکا ۱۶۴۹۴
سیارک ۱۶۴۹۴ (به انگلیسی: 16494 Oka، نامگذاری:1990SP8) شانزده هزار و چهارصد و نود و چهارمین سیارک کشف شده‌است که در ۲۲ سپتامبر ۱۹۹۰ کشف شد.
قدر مطلق سیارک برابر ۳۲.۳ است.